# 島風 (峯風型駆逐艦)
島風（しまかぜ）は、日本海軍の駆逐艦。峯風型駆逐艦の4番艦である。日本の駆逐艦として公試運転時に40.698ノットの新記録を出したことで知られる。1940年に哨戒艇に改造され第一号哨戒艇（だいいちごうしょうかいてい、旧字体：第一號哨戒艇）と改名し、艦名は2代「島風」に引き継がれた。「島風」の名は「島に吹く風」または｢島より吹き来る風｣に由来する。

## 艦歴
舞鶴海軍工廠で建造。一等駆逐艦に類別され、横須賀鎮守府籍に編入。竣工後直ちに第3駆逐隊に編入された。
1928年（昭和3年）10月11日午後9時20分、浦賀水道において、小演習に参加していた「島風」に僚艦「夕風」が衝突し、右舷艦首に大破口が生じ横須賀で修理を行った。
1937年（昭和12年）から翌年にかけて、日中戦争に伴う華中、華南での沿岸諸作戦に参加。1937年9月25日、第二次上海事変に際し黄浦江にて作戦中、中国軍の射撃を受け、乗艦していた第三駆逐隊司令博義王中佐と皇族付武官・早川幹夫中佐が戦傷を受けた。
1938年（昭和13年）12月、第三駆逐隊は解隊し予備艦となる。
1940年（昭和15年）4月、哨戒艇に改装され艦種変更、「第一号哨戒艇」と改名される。太平洋戦争開戦直前、後甲板・艦尾を改造し、大発2隻を搭載する強襲揚陸艦となり、12cm単装砲1門と魚雷兵装を撤去し陸戦隊約250名収容可能の居住区を設けた。
開戦後、フィリピン、蘭印攻略作戦に参加。1942年3月から4月には西部ニューギニア戡定作戦に参加。ついでソロモン諸島方面で活動。1943年（昭和18年）1月12日、給油船「あけぼの丸」を護衛中、米潜水艦「ガードフィッシュ」の雷撃によりビスマルク諸島カビエン沖で沈没。

## 歴代艦長
※脚注無き限り『艦長たちの軍艦史』222-223頁による。階級は就任時のもの。

### 艤装員長
- （心得）岩城茂身 少佐：1920年8月23日[2] - 1920年9月17日[3]
- （兼・心得）岩城茂身 少佐：1920年9月17日[3] -

### 駆逐艦長
- （心得）岩城茂身 少佐：1920年9月17日[3] - 1920年12月1日[4]
- （心得）有地十五郎 少佐：1920年12月1日 - 1921年12月1日
- 有地十五郎 中佐：1921年12月1日 - 1922年11月20日
- （兼・心得）江口喜八 少佐：1922年11月20日 - （本職：灘風駆逐艦長心得）
- （心得）森田重房 少佐：1922年12月1日[5] -
- （心得）小沢治三郎 少佐：1923年8月5日 -
- 森田重房 中佐：1923年12月1日[6] - 1924年8月5日[7]
- （心得）小沢治三郎 少佐：1924年8月5日[7] - 1925年1月20日[8]
- 小林宗之助 中佐：1925年1月20日 - 1925年12月1日[9]
- 穂本繁治 少佐：1925年12月1日 - 1927年2月15日[10]
- 長尾惣助 少佐：1927年8月10日 - 1928年12月10日
- 藤田類太郎 中佐：1928年12月10日 - 1929年9月5日 同日より予備艦
- 清水他喜雄 少佐：1929年9月5日[11] - 1931年12月1日[12]
- 中瀬泝 少佐：1931年12月1日 - 1932年12月1日 同日より予備艦
- 森可久 少佐：1932年12月1日[13] - 1933年11月1日[14]
- （兼）池田久雄 中佐：1933年11月1日[14] - 1933年12月15日[15]（本職：第三駆逐隊司令）
- 西田正雄 中佐：1933年12月15日 - 1934年8月15日[16]
- 島居威美 少佐：1934年8月15日 - 1936年6月15日
- 白石長義 少佐：1936年6月15日 - 1936年12月1日
- 古川文次 少佐：1936年12月1日 - 1937年9月28日[17]
- 有本輝美智 少佐：1937年9月28日[17] - 1937年12月1日[18]
- 宮内新一 少佐：1937年12月1日[18] - 1939年1月15日[19]
- （兼）有馬時吉 少佐：1939年1月15日[19] - 1939年3月10日[20] （本職：汐風駆逐艦長）、以後駆逐艦長の発令無し。

第一哨戒艇隊特務艇長
- 東實夫 予備大尉：1941年11月20日[21] - 1942年4月10日[22]